# COVIran Barekat
COVIran Barekat, est un vaccin contre la COVID-19 développé par le groupe industriel iranien Shifa Pharmed.
Il a été autorisé pour une utilisation d'urgence par les autorités iraniennes. Cela en fait le premier vaccin développé localement à être approuvé pour une utilisation d'urgence au Moyen-Orient,.

## Historique
Le Dr Minoo Mohraz a été choisi pour diriger le projet de vaccin Corona en Iran. Le Dr Mohraz est un médecin, un scientifique et un spécialiste du sida iranien. Elle est professeure titulaire (émérite) de maladies infectieuses à l'Université des sciences médicales de Téhéran et directrice du Centre iranien de lutte contre le VIH/sida. Le Dr Mohraz a également servi, au sein de l'Organisation mondiale de la santé, en tant qu'expert sur le sida en Iran et en Méditerranée orientale.
Le vaccin a reçu sa licence d'autorisation de l'agence du médicament iranienne le 13 juin 2021 sans avoir fourni de données à aucune organisation scientifique. Il est actuellement en cours d'accréditation auprès de l'Organisation mondiale de la santé. Environ 650 personnes ont travaillé en trois équipes, 24 heures sur 24, pour développer le vaccin.

## Essais clinique
Une étude préclinique a été menée avec un nombre limité d'animaux et les résultats ont été publiés sans examen par les pairs. L'agence du médicament iranienne a approuvé le vaccin pour les tests sur les humains,,. L'essai clinique de phase 2/3 (II/III) a débuté le 13 mars 2021, et les premières doses ont été inoculées le 29 mars.
Selon ses développeurs, les résultats des essais précliniques ont montré que le vaccin était sûr et efficace chez les animaux.
Selon le chef de projet de production du vaccin CovIran Barekat, ce vaccin, en deuxième phase, avait une efficacité vaccinale de plus de 93 %. Selon Hamidreza Jamshidi, chef du groupe pharmaceutique Barakat, l'injection de ce vaccin soulève 93,8 % de l'anticorps neutralisant, qui est un anticorps spécifique du virus Corona,.